# Paso de Uspallata

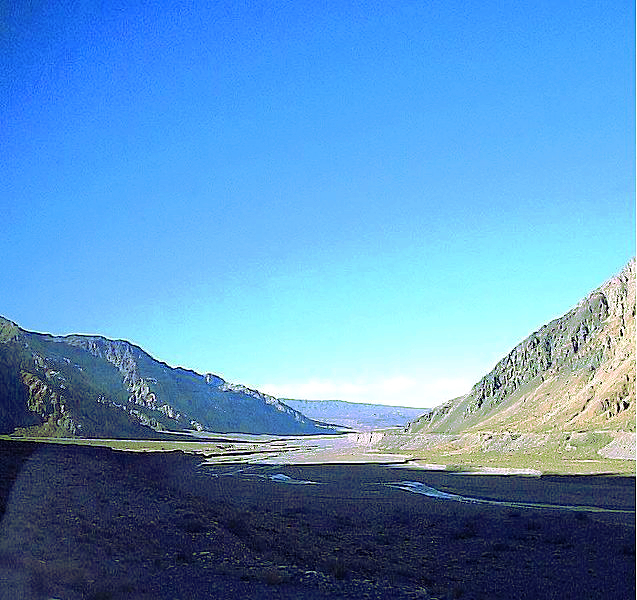
Paso de Uspallata, por donde la segunda columna del Ejército de los Andes cruzó la Cordillera hacia Chile

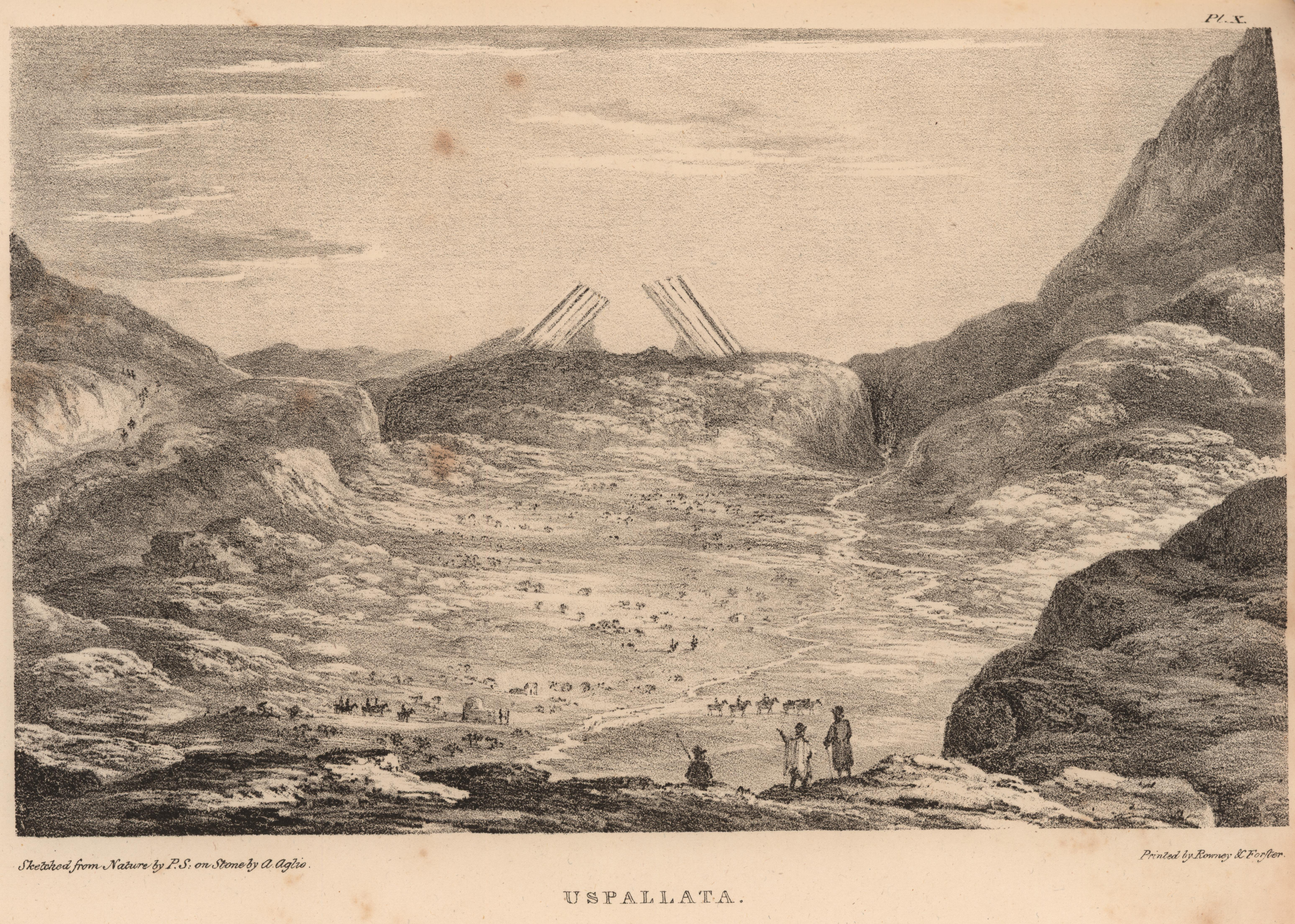
El paso a principios de los años 1820; dibujo de Schmidtmeyer, litografía de Aglio

El Paso de Uspallata es un paso cordillerano usado por el Ejército de los Andes para cruzar la cordillera de los Andes en 1817, con el propósito de liberar a Chile del dominio realista. También es denominado como Paso de la Cumbre, llamado así por ser el punto más bajo en lo alto de la travesía entre Mendoza y Santiago de Chile, permitiendo el paso del transeúnte al cual alude su nombre también conocido como Paso Iglesia (del lado de Chile) y Bermejo del argentino, por el color dominante de las montañas del lugar.
El 13 de marzo de 1904, se inauguró el Monumento al Cristo Redentor, para celebrar la superación pacífica de un conflicto por cuestiones de límites que había llevado a ambos países a estar al borde de la guerra. Es por ello que también se lo suele llamar Paso del Cristo Redentor.
El paso es un abra compuesta de dos portezuelos contiguos, entre la ciudad argentina de Uspallata y la chilena de Los Andes. El poblado más cercano es la villa argentina de Las Cuevas en Mendoza; la misma cuenta con menos de 20 residentes permanentes.
Se trata de un camino de cornisa, escarpado en la roca y grava, en medio del grandioso paisaje de la cordillera, que antiguamente era el camino obligado entre Uspallata y la localidad chilena de Juncal, hasta la construcción del túnel del Cristo Redentor cerca de la localidad argentina designada Las Cuevas.

## El Paso del Ejército de los Andes
El ejército inició la marcha desde el Campamento "El Plumerillo" el 18 de enero de 1817 a las 11.30 y se llegó el mismo día a la Estancia de Cañota a las 20.30, reanudando la marcha el día 20 a las 8.45 y después de cruzar la quebrada y pampa de Cañota siguió por la quebrada de Santa Elena para llegar el mismo día a la Estancia de Uspallata a las 18.45 horas. Allí permaneció hasta el día 29. En este lapso tuvieron lugar las acciones de Picheuta y Potrerillos. Un destacamento realista al mando del mayor Miguel Marquelli integrado por tres oficiales y cincuenta soldados, en la madrugada del día 24 sorprendió la posición de Picheuta guarnecida por un cabo, 5 soldados de línea y 8 milicianos. La sorpresa fue completa y los patriotas tuvieron que rendirse. 
De acuerdo con los datos consignados en el diario del sargento mayor Martínez la guardia se componía de 14 hombres de los cuales 7 llegaron a Uspallata. Después de esta acción los realistas se replegaron y resolvieron ocupar una posición de espera en el lugar denominado Potrerillos al oeste del río de las Vacas.

### Combate de Potrerillos
En conocimiento de los hechos ocurridos en Picheuta, Las Heras dispuso que un destacamento al mando del sargento mayor Martínez saliera inmediatamente en persecución del enemigo. El destacamento se integró con 83 hombres de la Compañía de Granaderos del Batallón N.º 11 al mando de Francisco Aldao y 30 Granaderos a Caballo.
El sargento mayor Martínez avanzó al encuentro del enemigo y el día 25 libraron la acción que resultó exitosa para las armas patriotas, ya que los realistas abandonaron el campo de batalla y emprendieron la retirada pasando la cumbre.
El día 29 de enero se reanudó la marcha, alcanzándose la cumbre el 1 de febrero, al pie de la ladera llamada el Paramillo. Luego de que sus espías le comunicaron la presencia de una partida realista, Las Heras a fin de aprovechar los dos pasos existentes y envolverlos, dividió sus fuerzas en tres cuerpos que marcharon por la noche, la columna más importante y bajo su mismo mando pasó por el Paso Bermejo y la otra al mando del sargento mayor Martínez lo hizo por el de Iglesias. El destacamento realista no fue alcanzado.
El 3 de febrero Las Heras recibió orden de San Martín de regular la marcha y demorarse dos días.

### Combate de Guardia Vieja
El 3 de febrero, un destacamento de exploración que había llegado hasta las proximidades del caserío de Guardia Vieja pudo comprobar la presencia de una guardia enemiga de 94 hombres. Tres soldados realistas que se habían alejado de la guardia fueron capturados y remitidos a Juncalillo con los datos obtenidos.
Las Heras resolvió atacar la guardia y ordenó ese día a Martínez que al frente de 150 fusileros montados y 30 granaderos a caballo marchase a su encuentro.
A pesar de la resistencia opuesta por los realistas, fueron completamente derrotados el 4 de febrero. Los realistas tuvieron 25 muertos y 45 prisioneros, 2 de ellos oficiales, los demás lograron huir. Fueron capturados en la guardia 3.000 cartuchos, 57 fusiles, 10 tercerolas y muchos víveres. Después de esta acción, Martínez y sus efectivos demolieron las fortificaciones, incendiaron los ranchos y se replegaron a Juncalillo. Los prisioneros fueron despachados a Mendoza ese mismo día.
El día 6 se reanudó la marcha desde el Paramillo, el día 7 llegó al río Colorado, alcanzando Santa Rosa de los Andes en tres etapas: la primera el día indicado hasta Guardia Vieja; la segunda a Puente del Río Colorado y el 8 entraba en la villa indicada, a las 11 horas. Las avanzadas de Las Heras persiguieron a un grupo realista que saqueaba la villa, matando a un hombre y apoderándose de 6.000 cartuchos de fusil, 60 caballos y otras municiones.
La reunión del ejército en el valle del Aconcagua era un hecho, ya que las columnas que avanzaban por el Paso de los Patos ese mismo día habían hecho su entrada en San Felipe. De este punto la columna de Las Heras volvió a quedar bajo las órdenes del general San Martín.
Participó así en la Batalla de Chacabuco el día 12 y luego ya todo el Ejército reunido avanzaba el 13 hasta el Portezuelo de Colina y el 14 hacía su entrada en la ciudad de Santiago.